# Eleições gerais no Brasil em 2006
As eleições gerais no Brasil em 2006 constituíram na escolha, por parte dos cidadãos brasileiros aptos a votar, dos representantes nas esferas estadual e federal do poder executivo e legislativo do governo brasileiro. As eleições se deram nos dias 1.º de outubro e 29 de outubro (este último relativo ao segundo turno para a escolha do presidente e governadores, nos casos em que nenhum candidato obteve maioria absoluta em primeiro turno). As eleições gerais de 2006 incluíram a definição dos titulares dos seguintes cargos:
- Presidente e vice-presidente da República;
- Deputados federais e um terço do Senado Federal;
- Governadores e vice-governadores (todos os 26 estados e o Distrito Federal);
- Membros das assembleias legislativas (todos os 26 estados) e câmara legislativa (DF).

Desde 1994, como um resultado de uma emenda constitucional que reduziu o mandato presidencial para quatro anos, todas as eleições federais e estaduais no Brasil coincidiram. Por outro lado, as eleições municipais ocorrem de forma intercalada com as demais.

## Questão da verticalização

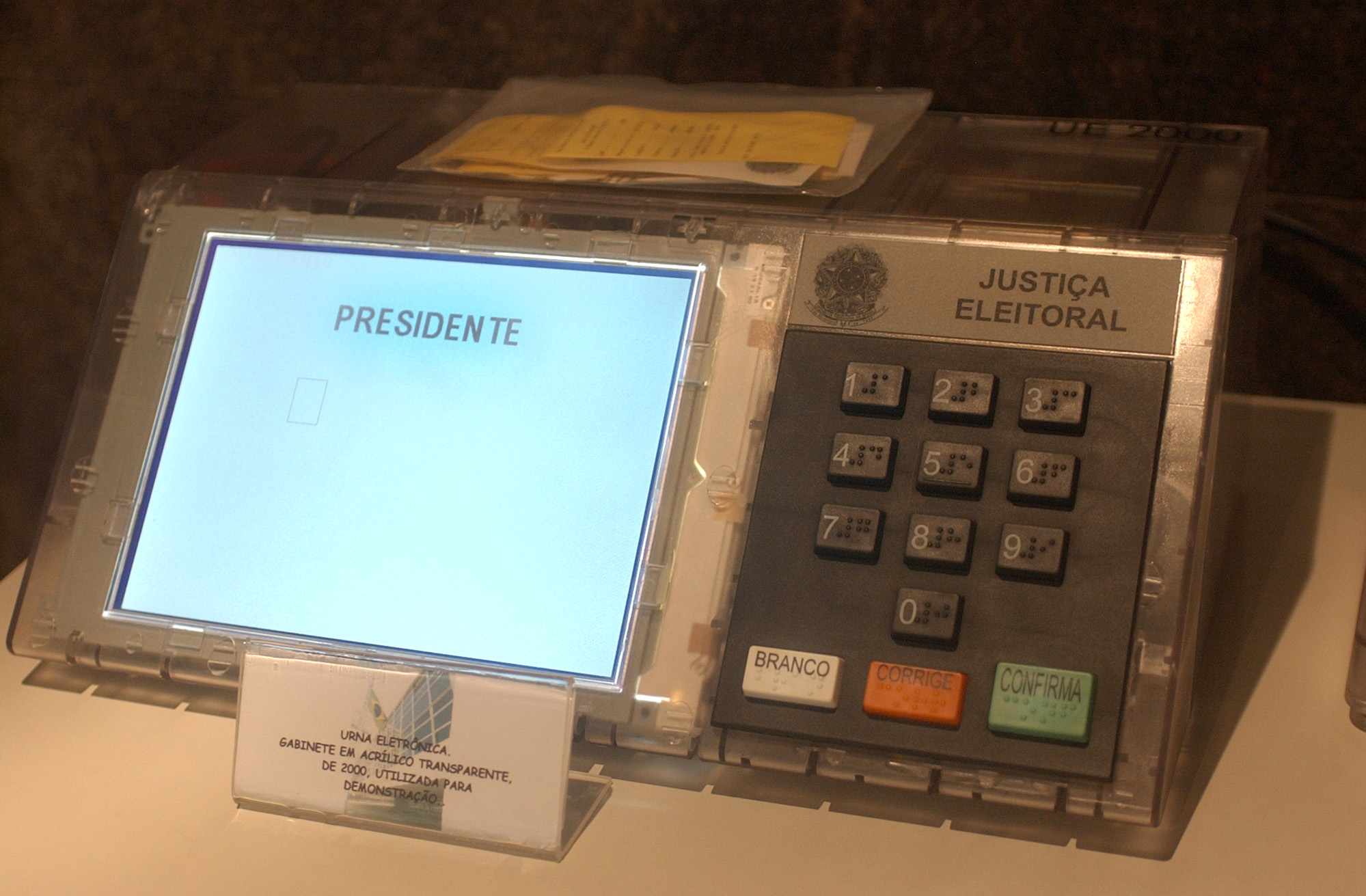
Modelo de Urna eletrônica.

A verticalização é uma regra pela qual os partidos não podem fazer alianças eleitorais na disputa pelos governos estaduais que sejam diferente daquelas feitas em nível nacional. Foi introduzida nas eleições de 2002 pela Justiça eleitoral. Alguns partidos alegam que esta regulamentação não tem sentido na realidade política brasileira, onde as relações políticas e sociais podem mudar muito de um estado para outro, entre os níveis estadual e nacional. Aqueles que apoiam a verticalização alegam que esta norma garante uma coerência ideológica maior dentro dos partidos brasileiros.
Em 3 de março de 2006, a Justiça Eleitoral votou pela manutenção da verticalização. No dia 8 do mesmo mês, o Congresso Nacional votou uma Emenda Constitucional pelo fim da regra. Mas, segundo a legislação eleitoral, as regras para as pleitos só podem ser mudadas com pelo menos um ano de antecedência às eleições. O caso foi decidido pelo Supremo Tribunal Federal, e o fim da verticalização só ocorreu nas eleições de 2010.
Em 8 de junho de 2006, o TSE recuou em decisão que estabelecia a verticalização até para partidos que não apoiam nenhuma candidatura nacional e a regra de verticalização volta a ser igual a de 2002: partidos sem candidatos à presidência poderão formar coligações regionais livremente.

## Governadores eleitos
| Bandeira | Estado              | UF | Governador                | Partido | Vice-governador         |
| -------- | ------------------- | -- | ------------------------- | ------- | ----------------------- |
|          | Acre                | AC | Binho Marques             | PT      | Carlos Messias          |
|          | Alagoas             | AL | Teotônio Vilela Filho     | PSDB    | Wanderley Neto          |
|          | Amapá               | AP | Waldez Góes               | PDT     | Pedro Paulo             |
|          | Amazonas            | AM | Eduardo Braga             | PMDB    | Omar Aziz               |
|          | Bahia               | BA | Jaques Wagner             | PT      | Edmundo Santos          |
|          | Ceará               | CE | Cid Gomes                 | PSB     | Francisco Pinheiro      |
|          | Distrito Federal    | DF | José Roberto Arruda       | PFL     | Paulo Octávio           |
|          | Espírito Santo      | ES | Paulo Hartung             | PMDB    | Ricardo Ferraço         |
|          | Goiás               | GO | Alcides Rodrigues         | PP      | Ademir Menezes          |
|          | Maranhão            | MA | Jackson Lago              | PDT     | Luís Carlos Porto       |
|          | Mato Grosso         | MT | Blairo Maggi              | PPS     | Silval Barbosa          |
|          | Mato Grosso do Sul  | MS | André Puccinelli          | PMDB    | Murilo Zauith           |
|          | Minas Gerais        | MG | Aécio Neves               | PSDB    | Antônio Anastasia       |
|          | Pará                | PA | Ana Júlia Carepa          | PT      | Odair Corrêa            |
|          | Paraíba             | PB | Cássio Cunha Lima         | PSDB    | José Lacerda Neto       |
|          | Paraná              | PR | Roberto Requião           | PMDB    | Orlando Pessuti         |
|          | Pernambuco          | PE | Eduardo Campos            | PSB     | João Lyra Neto          |
|          | Piauí               | PI | Wellington Dias           | PT      | Wilson Martins          |
|          | Rio de Janeiro      | RJ | Sérgio Cabral Filho       | PMDB    | Luís Fernando Pezão     |
|          | Rio Grande do Norte | RN | Wilma de Faria            | PSB     | Iberê Ferreira          |
|          | Rio Grande do Sul   | RS | Yeda Crusius              | PSDB    | Paulo Feijó             |
|          | Rondônia            | RO | Ivo Cassol                | PPS     | João Cahulla            |
|          | Roraima             | RR | Ottomar Pinto             | PSDB    | José de Anchieta Júnior |
|          | Santa Catarina      | SC | Luiz Henrique da Silveira | PMDB    | Leonel Pavan            |
|          | São Paulo           | SP | José Serra                | PSDB    | Alberto Goldman         |
|          | Sergipe             | SE | Marcelo Déda              | PT      | Belivaldo Chagas        |
|          | Tocantins           | TO | Marcelo Miranda           | PMDB    | Paulo Sidnei            |

## Congresso
| Partidos | Partidos                     | Câmara de Deputados | Câmara de Deputados | Câmara de Deputados | Senado Federal | Senado Federal | Senado Federal    | Senado Federal |
| Partidos | Partidos                     | Votos               | %                   | Assentos            | Votos          | %              | Total de assentos | Eleito em 2006 |
| --- | ---------------------------- | ------------------- | ------------------- | ------------------- | -------------- | -------------- | ----------------- | -------------- |
| | PT                           | 13.989.859          | 15,0                | 83                  | 16.222.159     | 19,2           | 101               | 2              |
| | PMDB                         | 13.580.517          | 14,6                | 89                  | 10.148.024     | 12,0           | 162               | 4              |
| | PSDB                         | 12.691.043          | 13,6                | 65                  | 10.547.778     | 12,5           | 142               | 5              |
| | PFL                          | 10.182.308          | 10,9                | 65                  | 21.653.812     | 25,7           | 18                | 6              |
| | PP                           | 6.662.309           | 7,1                 | 42                  | 4.228.431      | 5,0            | 1                 | 1              |
| | PSB                          | 5.732.464           | 6,2                 | 27                  | 2.143.355      | 2,5            | 3                 | 1              |
| | PDT                          | 4.854.017           | 5,2                 | 24                  | 5.023.041      | 6,0            | 5                 | 1              |
| | PTB                          | 4.397.743           | 4,7                 | 22                  | 2.676.469      | 3,2            | 4                 | 3              |
| | PL                           | 4.074.618           | 4,4                 | 23                  | 696.501        | 0,8            | 3                 | 1              |
| | PPS                          | 3.630.462           | 3,9                 | 21                  | 1.232.571      | 1.5            | 1                 | 1              |
| | PV                           | 3.368.561           | 3,6                 | 13                  | 1.425.765      | 1,7            | 0                 | 0              |
| | PCdoB                        | 1.982.323           | 2,1                 | 13                  | 6.364.019      | 7,5            | 2                 | 1              |
| | PSC                          | 1.747.863           | 1,9                 | 9                   | 131.548        | 0,2            | 0                 | 0              |
| | PSOL                         | 1.149.619           | 1,2                 | 3                   | 351.527        | 0,4            | 1                 | 0              |
| | PRONA                        | 907.494             | 1,0                 | 2                   | 69.640         | 0,1            | 0                 | 0              |
| | PMN                          | 875.686             | 0,9                 | 3                   | 12.925         | 0,0            | 0                 | 0              |
| | PTC                          | 806.662             | 0,9                 | 4                   | 39.690         | 0,0            | 0                 | 0              |
| | PHS                          | 435.328             | 0,5                 | 2                   | 24.940         | 0,0            | 0                 | 0              |
| | PSDC                         | 354.217             | 0,4                 | 0                   | 53.025         | 0,1            | 0                 | 0              |
| | PTdoB                        | 311.833             | 0,3                 | 1                   | 69.923         | 0,1            | 0                 | 0              |
| | PAN                          | 264.682             | 0,3                 | 1                   | 2.969          | 0,0            | 0                 | 0              |
| | PRB                          | 244.059             | 0,3                 | 1                   | 264.155        | 0,3            | 2                 | 0              |
| | PRP                          | 233.497             | 0,3                 | 0                   | 12.954         | 0,0            | 0                 | 0              |
| | PSL                          | 190.793             | 0,2                 | 0                   | 46.542         | 0,0            | 0                 | 0              |
| | PRTB                         | 171.908             | 0,2                 | 0                   | 644.111        | 0,8            | 1                 | 1              |
| | PTN                          | 149.809             | 0,2                 | 0                   | 11.063         | 0,0            | 0                 | 0              |
| | PSTU                         | 101.307             | 0,1                 | 0                   | 196.636        | 0,2            | 0                 | 0              |
| | PCB                          | 64.766              | 0,1                 | 0                   | 62.756         | 0,1            | 0                 | 0              |
| | PCO                          | 29.083              | 0,0                 | 0                   | 27.476         | 0,0            | 0                 | 0              |
| Total (comparecimento 83,3%) | Total (comparecimento 83,3%) | 93.184.830          | 100                 | 513                 | 84.383.805     | 100            | 81                | 27             |
| Fonte: Election Resources na Internet: Eleições Federais no Brasil, Site Oficial do Senado Federal Admições de suplentes de outros partidos: 1Senadora Ana Júlia de Vasconcelos Carepa, do Partido dos Trabalhadores, renunciou após sua eleição como governadora do estado do Pará em 2006, no meio do seu mandato no Senado. José Nery Azevedo, do Partido Socialismo e Liberdade tomou seu assento no Senado. 2Senador Leonel Arcângelo Pavan do Partido da Social Democracia Brasileira, demitiu-se na sequência da sua eleição como Vice-Governador do estado de Santa Catarina em 2006, no meio do seu mandato no Senado. Neuto Fausto de Couto, do Partido do Movimento Democrático Brasileiro tomou seu assento no Senado. |                              |                     |                     |                     |                |                |                   |                |

### Senadores eleitos

PFL
PSDB
PMDB
PTB
PT
PCdoB
PDT
PL
PP
PPS
PRTB
PSB

Foi renovado um terço do Senado.
| Bandeira | Estado              | UF | Senadores             | Partido | Suplentes             |
| -------- | ------------------- | -- | --------------------- | ------- | --------------------- |
|          | Acre                | AC | Tião Viana            | PT      | Aníbal Diniz          |
|          | Alagoas             | AL | Fernando Collor       | PRTB    | Euclides de Melo      |
|          | Amapá               | AP | José Sarney           | PMDB    | Salomão Alcolumbre    |
|          | Amazonas            | AM | Alfredo Nascimento    | PL      | João Pedro Costa      |
|          | Bahia               | BA | João Durval           | PDT     | Eliel Santana         |
|          | Ceará               | CE | Inácio Arruda         | PCdoB   | Raimundo Noronha      |
|          | Distrito Federal    | DF | Joaquim Roriz         | PMDB    | Gim Argello           |
|          | Espírito Santo      | ES | Renato Casagrande     | PSB     | Ana Rita Esgario      |
|          | Goiás               | GO | Marconi Perillo       | PSDB    | Cyro Gifford          |
|          | Maranhão            | MA | Epitácio Cafeteira    | PTB     | Afonso Ribeiro        |
|          | Mato Grosso         | MT | Jaime Campos          | PFL     | Luiz Antônio Pagot    |
|          | Mato Grosso do Sul  | MS | Marisa Serrano        | PSDB    | Antônio Russo Neto    |
|          | Minas Gerais        | MG | Eliseu Resende        | PFL     | Clésio Andrade        |
|          | Pará                | PA | Mário Couto           | PSDB    | Demétrius Ribeiro     |
|          | Paraíba             | PB | Cícero Lucena         | PSDB    | Carlos Dunga          |
|          | Paraná              | PR | Álvaro Dias           | PSDB    | Wilson Matos          |
|          | Pernambuco          | PE | Jarbas Vasconcelos    | PMDB    | Roberto Freire        |
|          | Piauí               | PI | João Vicente Claudino | PTB     | João Hilton Fernandes |
|          | Rio de Janeiro      | RJ | Francisco Dornelles   | PP      | Pércicles de Paula    |
|          | Rio Grande do Norte | RN | Rosalba Ciarlini      | PFL     | Garibaldi Alves       |
|          | Rio Grande do Sul   | RS | Pedro Simon           | PMDB    | Elói Guimarães        |
|          | Rondônia            | RO | Expedito Júnior       | PPS     | Alberto Lanzarin      |
|          | Roraima             | RR | Mozarildo Cavalcanti  | PTB     | Luiz Fernando Santoro |
|          | Santa Catarina      | SC | Raimundo Colombo      | PFL     | Casildo Maldaner      |
|          | São Paulo           | SP | Eduardo Suplicy       | PT      | Carlos de Castro      |
|          | Sergipe             | SE | Maria do Carmo Alves  | PFL     | Virginio de Carvalho  |
|          | Tocantins           | TO | Kátia Abreu           | PFL     | Marco Antônio Costa   |

### Câmara dos Deputados em 2006
| Partidos         | Cadeiras  |
| PMDB             | 89        |
| PT               | 83        |
| PSDB             | 66        |
| PFL              | 65        |
| PP               | 41        |
| PSB              | 27        |
| PDT              | 24        |
| PL               | 23        |
| PTB              | 22        |
| PPS              | 22        |
| PV               | 13        |
| PCdoB            | 13        |
| PSC              | 9         |
| PSOL, PMN e PTC  | 3 cada um |
| PRONA e PHS      | 2 cada um |
| PTdoB, PAN e PRB | 1 cada um |
| Total            | 513       |

## Assembleias Legislativas
Deputados distritais
Nas eleições de 2006 existem 689 deputados distritais confirmados na disputa, concorrendo pelo Distrito Federal.
Deputados estaduais
Nas eleições de 2006 existem 12.817 deputados estaduais confirmados na disputa, concorrendo por suas respectivas Unidades Federativas.

## Câmara dos Deputados
Abalada por vários escândalos de corrupção e acusada de omissão por não punir os acusados desde abril de 2005, o atual Congresso, que conta com uma pequena maioria para a base parlamentar do governo, provavelmente sofrerá grandes mudanças na sua composição com a votação de 1 de outubro.
Deputados federais
Nas eleições de 2006 existem 5.514 deputados federais confirmados na disputa.
Senado Federal
O Senado praticamente não foi contaminado pelo escândalo de corrupção na Câmara e apenas um terço de sua composição será eleita em 2006 (um senador para cada um dos 26 estados e um para o Distrito Federal). Contudo, grandes mudanças na composição do Senado são também esperadas e podem alterar o balanço de poder na próxima legislatura.

## Governadores
O Brasil é uma Federação altamente centralizada. Com isso, as datas para as eleições estaduais são determinadas pela Constituição Federal e acontecem nas mesmas datas e anos das eleições federais.
As eleições estaduais brasileiras de 2006 incluírão disputas em todos os estados e no Distrito Federal. Assim como a disputa presidencial, acontece em dois turnos, se nenhum candidato alcança a maioria absoluta dos votos válidos no primeiro turno. As convenções partidárias aconteceram no primeiro semestre de 2006 e todos os candidatos com cargos executivos (exceto os candidatos à reeleição) tiveram de abrir mão dos mesmos até 2 de abril para ter condições legais de concorrer nas eleições de Outubro.
Acre
- Partido dos Aposentados da Nação (PAN) – o candidato do partido é Edivaldo Guedes.
- Partido Popular Socialista (PPS) – o candidato do partido é Márcio Miguel Bittar.
- Partido da Reedificação da Ordem Nacional (PRONA) – o candidato do partido é José Aleksandro da Silva.
- Partido da Social Democracia Brasileira (PSDB) – o candidato do partido é Sebastião Bocalom Rodrigues.
- Partido Social Democrata Cristão (PSDC) – o candidato do partido é Francisco José Benício Dias.
- Partido Socialismo e Liberdade (PSOL) – o candidato do partido é José Wilson Mendes Leão.
- Partido dos Trabalhadores (PT) – o candidato do partido é Arnóbio Marques de Almeida Júnior, o Binho.[nota 18]

Alagoas
- Partido da Social Democracia Brasileira (PSDB) – o candidato do partido é Teotônio Vilela Filho.[nota 19]
- Partido dos Trabalhadores (PT) – a candidata do partido é Lenilda Silva.
- Partido Trabalhista Brasileiro (PTB) – o candidato do partido é João Lyra.
- Partido Socialismo e Liberdade (PSOL) – o candidato do partido é Ricardo Barbosa.
- Partido dos Aposentados da Nação (PAN) – o candidato do partido é Sérgio Guarines.
- Partido Social Democrata Cristão (PSDC) – o candidato do partido é Eudo Freire.
- Partido Trabalhista Nacional (PTN) – o candidato do partido é Elias Barros.
- Partido Renovador Trabalhista Brasileiro (PRTB) – o candidato do partido é André Paiva.

Amapá
- Partido Democrático Trabalhista (PDT) – o candidato do partido é Waldez Góes [nota 20]
- Partido da Social Democracia Brasileira (PSDB) – o candidato do partido é Papaléo Paes.
- Partido dos Trabalhadores (PT) – o candidato do partido é Errolflynn Paixão.
- Partido Socialista Brasileiro (PSB) – o candidato do partido é João Capiberibe.
- Partido Socialismo e Liberdade (PSOL) – o candidato do partido é Clécio Vieira.
- Partido Humanista da Solidariedade (PHS) – o candidato do partido é Gil Mauro.
- Partido dos Aposentados da Nação (PAN) – o candidato do partido é Nonato Souza.

Amazonas
- Partido do Movimento Democrático Brasileiro (PMDB) – o candidato do partido é Eduardo Braga.[nota 21]
- Partido da Frente Liberal (PFL) – o candidato do partido é Amazonino Mendes.
- Partido da Social Democracia Brasileira (PSDB) – o candidato do partido é Arthur Virgílio.
- Partido Democrático Trabalhista (PDT) – o candidato do partido é Paulo De' Carli.
- Partido Social Democrata Cristão (PSDC) – o candidato do partido é Professor Sérgio.
- Partido da Causa Operária (PCO) – o candidato do partido é Sobrinho.
- Partido Socialista dos Trabalhadores Unificado (PSTU) – o candidato do partido é Hebert Amazonas.

Bahia
- Partido da Causa Operária (PCO) – o candidato do partido é Antonio Eduardo.
- Partido Social Cristão (PSC) – o candidato do partido é Átila Brandão.
- Partido Socialismo e Liberdade (PSOL) – o candidato do partido é Hilton Coelho.
- Partido dos Trabalhadores (PT) – o candidato do partido é Jaques Wagner.[nota 22]
- Partido da Frente Liberal (PFL) – o candidato do partido é Paulo Souto.
- Partido Social Democrata Cristão (PSDC) – o candidato do partido é Antonio Albino.
- Partido Social Liberal (PSL) – a candidata do partido é Rosana Vedovato.
- Partido da Reedificação da Ordem Nacional (PRONA) – a candidata do partido é Tereza Serra.

Ceará
- Partido da Social Democracia Brasileira (PSDB) – o candidato do partido é Lúcio Alcântara.
- Partido Socialista Brasileiro (PSB) – o candidato do partido é Cid Gomes.[nota 23]
- Partido Liberal (PL) – o candidato do partido é José Maria de Melo.
- Partido Social Democrata Cristão (PSDC) – o candidato do partido é Tenente Coronel Gondim.
- Partido Socialismo e Liberdade (PSOL) – o candidato do partido é Renato Roseno
- Partido da Causa Operária (PCO) – a candidata do partido é Salete Maria da Silva.

Distrito Federal
- Partido da Social Democracia Brasileira (PSDB)– a candidata do partido é Maria de Lourdes Abadia.
- Partido dos Trabalhadores (PT)– a candidata do partido é Arlete Sampaio.
- Partido da Frente Liberal (PFL)– o candidato do partido é José Roberto Arruda.[nota 24]
- Partido Socialismo e Liberdade (PSOL)– o candidato do partido é Antonio Carlos de Andrade.
- Partido Social Democrata Cristão (PSDC)– a candidata do partido é Maria de Fátima Passos.
- Partido da Causa Operária (PCO)– o candidato do partido é Expedito Mendonça.

Espírito Santo
- Partido da Causa Operária (PCO) – o candidato do partido é Elias Coelho.
- Partido Democrático Trabalhista (PDT) – o candidato do partido é Sérgio Vidigal.
- Partido do Movimento Democrático Brasileiro (PMDB) – o candidato do partido é Paulo Hartung.[nota 25]
- Partido Social Democrata Cristão (PSDC) – o candidato do partido é Afonso Sarlo Neto.
- Partido Social Liberal (PSL) – o candidato do partido é Coronel Figueiredo.
- Partido Socialismo e Liberdade (PSOL) – o candidato do partido é Daniel Barboza Nascimento.

Goiás
- Partido da Frente Liberal (PFL) – o candidato do partido é Demóstenes Torres.
- Partido do Movimento Democrático Brasileiro (PMDB) – o candidato do partido é Maguito Vilela.
- Partido Progressista (PP) – o candidato do partido é Alcides Rodrigues.[nota 26]
- Partido Socialista Brasileiro (PSB) – o candidato do partido é Barbosa Neto.
- Partido Social Democrata Cristão (PSDC) – o candidato do partido é Edward Júnior.
- Partido Socialismo e Liberdade (PSOL) – o candidato do partido é Elias Vaz.

Maranhão
- Partido Democrático Trabalhista (PDT) – o candidato do partido é Jackson Lago.[nota 27]
- Partido da Frente Liberal (PFL) – a candidata do partido é Roseana Sarney.
- Partido de Reedificação da Ordem Nacional (PRONA) – o candidato do partido é João Bentiví.
- Partido Socialista Brasileiro (PSB) – o candidato do partido é Edson Vidigal.
- Partido Social Democrata Cristão (PSDC) – o candidato do partido é Antônio Augusto Silva Aragão.
- Partido Socialista dos Trabalhadores Unificado (PSTU) – o candidato do partido é Marcos Antonio Silva do Nascimento.

Mato Grosso
- Partido Humanista da Solidariedade (PHS) – o candidato do partido é Roberto Pereira.
- Partido Popular Socialista (PPS) – o candidato do partido é Blairo Maggi.[nota 28]
- Partido Republicano Progressista (PRP) – o candidato do partido é Plauto Vieira.
- Partido Social Cristão (PSC) – o candidato do partido é Bento Porto.
- Partido da Social Democracia Brasileira (PSDB) – o candidato do partido é Antero Paes de Barros.
- Partido Social Democrata Cristão (PSDC) – o candidato do partido é Josmar Alderete.
- Partido Socialismo e Liberdade (PSOL) – o candidato do partido é Mauro César Lara de Barros.
- Partido dos Trabalhadores (PT) – a candidata do partido é Serys Slhessarenko.

Mato Grosso do Sul
- Partido do Movimento Democrático Brasileiro (PMDB) – o candidato do partido é André Puccinelli.[nota 29]
- Partido Social Democrata Cristão (PSDC) – o candidato do partido é Eliseu Amarilha.
- Partido Socialismo e Liberdade (PSOL) – o candidato do partido é Carlos Alberto Santos Dutra.
- Partido dos Trabalhadores (PT) – o candidato do partido é Delcídio Amaral.
- Partido Verde (PV) – o candidato do partido é Tito Olívio Canton.

Minas Gerais
- Partido da Social Democracia Brasileira (PSDB) — o candidato do partido é Aécio Neves.[nota 30]
- Partido dos Trabalhadores (PT) — o candidato do partido é Nilmário Miranda.
- Partido da Reedificação da Ordem Nacional (PRONA) — o candidato do partido é Fábio Magalhães.
- Partido Socialista dos Trabalhadores Unificado (PSTU) — a candidata do partido é Vanessa Portugal.
- Partido da Causa Operária (PCO) — a candidata do partido é Rosane Cordeiro.
- Partido Trabalhista do Brasil (PT do B) — o candidato do partido é Luís Tibé.

Pará
- Partido do Movimento Democrático Brasileiro (PMDB) – o candidato do partido é José Benito Priante Júnior.
- Partido da Social Democracia Brasileira (PSDB) – o candidato do partido é Almir Gabriel.
- Partido Social Democrata Cristão (PSDC) – a candidata do partido é Raimunda Odilena Raiol Gaspar.
- Partido Socialismo e Liberdade (PSOL) – o candidato do partido é Edmílson Rodrigues.
- Partido Socialista dos Trabalhadores Unificado (PSTU) – o candidato do partido é Atnágoras Lopes.
- Partido dos Trabalhadores (PT) – a candidata do partido é Ana Júlia Carepa.[nota 31]

Paraíba
- Partido Comunista do Brasil (PCB) – o candidato do partido é Francisco Carlos Firmino de Sousa
- Partido da Causa Operária (PCO) – a candidata do partido é Maria de Lourdes Sarmento
- Partido do Movimento Democrático Brasileiro (PMDB) – o candidato do partido é José Targino Maranhão
- Partido Republicano Progressista (PRP) – o candidato do partido é Hélio Jorge Chaves
- Partido da Social Democracia Brasileira (PSDB) – o candidato do partido é Cássio Cunha Lima[nota 32]
- Partido Social Democrata Cristão (PSDC) – o candidato do partido é Marinésio Ferreira da Silva
- Partido Socialismo e Liberdade (PSOL) – o candidato do partido é Carlos David de Carvalho Lobão

Paraná
- Partido do Movimento Democrático Brasileiro (PMDB) – o candidato do partido é Roberto Requião.[nota 33]
- Partido Democrático Trabalhista (PDT) – o candidato do partido é Osmar Dias.
- Partido da Social Democracia Brasileira (PSDB) – o candidato do partido é Hermas Brandão.
- Partido Popular Socialista (PPS) – o candidato do partido é Rubens Bueno.
- Partido dos Trabalhadores (PT) – o candidato do partido é Flávio Arns.

Pernambuco
- Partido da Causa Operária (PCO) – o candidato do partido é Oswaldo Alves.
- Partido da Frente Liberal (PFL) – o candidato do partido é Mendonça Filho.
- Partido da Reedificação da Ordem Nacional (PRONA) – o candidato do partido é Clóvis Corrêa.
- Partido Socialista Brasileiro (PSB) – o candidato do partido é Eduardo Campos.[nota 34]
- Partido Social Democrata Cristão (PSDC) – o candidato do partido é Luiz Vidal.
- Partido Social Liberal (PSL) – o candidato do partido é Rivaldo Soares.
- Partido Socialismo e Liberdade (PSOL) – o candidato do partido é Edilson Silva.
- Partido Socialista dos Trabalhadores Unificado (PSTU) – a candidata do partido é Kátia Teles.
- Partido dos Trabalhadores (PT) – o candidato do partido é Humberto Costa.

Piauí
- Partido da Causa Operária (PCO) – a candidata do partido é Maria de Lourdes Soares Melo
- Partido do Movimento Democrático Brasileiro (PMDB) – o candidato do partido é Mão Santa
- Partido da Mobilização Nacional (PMN) – o candidato do partido é Francisco Barbosa de Macedo
- Partido da Social Democracia Brasileira (PSDB) – o candidato do partido é Firmino da Silveira Soares Filho.
- Partido Social Democrata Cristão (PSDC) – o candidato do partido é José Jonas Alves de Moura
- Partido Socialismo e Liberdade (PSOL) – o candidato do partido é Edna Maria Magalhães do Nascimento
- Partido dos Trabalhadores (PT) – o candidato do partido é Wellington Dias[nota 35]

Rio de Janeiro
- Partido da Causa Operária (PCO) – a candidata do partido é Thelma Maria Bastos.
- Partido Democrático Trabalhista (PDT) – o candidato do partido é Carlos Lupi.
- Partido do Movimento Democrático Brasileiro (PMDB) – o candidato do partido é Sérgio Cabral Filho.[nota 36]
- Partido Popular Socialista (PPS) – a candidata do partido é Denise Frossard.
- Partido Republicano Brasileiro (PRB) – o candidato do partido é Marcelo Crivella.
- Partido Republicano Progressista (PRP) – a candidata do partido é Eliane Cunha.
- Partido da Social Democracia Brasileira (PSDB) – o candidato do partido é Eduardo Paes.
- Partido Social Democrata Cristão (PSDC) – o candidato do partido é Luiz Carlos Novaes.
- Partido Socialismo e Liberdade (PSOL) – o candidato do partido é Milton Temer.
- Partido Social Liberal (PSL) – o candidato do partido é Alexandre Furtado.
- Partido dos Trabalhadores (PT) – o candidato do partido é Vladimir Palmeira.

Rio Grande do Norte
- Partido Comunista do Brasil (PCB) – o candidato do partido é Antônio José Bezerra.
- Partido do Movimento Democrático Brasileiro (PMDB) – o candidato do partido é Garibaldi Alves Filho.
- Partido Socialista Brasileiro (PSB) – o candidato do partido é Wilma Maria de Faria.[nota 37]
- Partido Social Democrata Cristão (PSDc) – o candidato do partido é Marcônio Cruz do Nascimento.
- Partido Social Liberal (PSL) – o candidato do partido é José Geraldo Forte dos Santos Fernandes.
- Partido Trabalhista Cristão (PTC) – o candidato do partido é Humberto Maurício da Silva.

Rio Grande do Sul
- Partido da Causa Operária (PCO) – o candidato do partido é Guilherme Giordano.
- Partido Democrático Trabalhista (PDT) – o candidato do partido é Alceu Collares.
- Partido do Movimento Democrático Brasileiro (PMDB) – o candidato do partido é Germano Rigotto.
- Partido Progressista (PP) – o candidato do partido é Francisco Turra.
- Partido Socialista Brasileiro (PSB) – o candidato do partido é Beto Grill.
- Partido da Social Democracia Brasileira (PSDB) – a candidata do partido é Yeda Crusius.[nota 38]
- Partido Social Democrata Cristão (PSDC) – o candidato do partido é Pedro Couto.
- Partido Socialismo e Liberdade (PSOL) – o candidato do partido é Roberto Robaina.
- Partido dos Trabalhadores (PT) – o candidato do partido é Olívio Dutra.
- Partido Verde (PV) – o candidato do partido é Edison Pereira.

Rondônia
- Partido Popular Socialista (PPS) – o candidato do partido é Ivo Cassol.[nota 39]
- Partido do Movimento Democrático Brasileiro (PMDB) – o candidato do partido é Amir Lando.
- Partido Socialista Brasileiro (PSB) – o candidato do partido é Carlinhos Camurça.
- Partido Social Democrata Cristão (PSDC) – o candidato do partido é Edgar do Boi.
- Partido Socialismo e Liberdade (PSOL) — o candidato do partido é Adilson Siqueira.
- Partido dos Trabalhadores (PT) – a candidata do partido é Fátima Cleide.

Roraima
- Partido da Causa Operária (PCO) – o candidato do partido é Ariomar Farias de Lima.
- Partido Democrático Trabalhista (PDT) – o candidato do partido é Augusto Botelho.
- Partido Humanista da Solidariedade (PHS) – o candidato do partido é Petrônio Pereira de Araújo.
- Partido do Movimento Democrático Brasileiro (PMDB) – o candidato do partido é Romero Jucá.
- Partido da Social Democracia Brasileira (PSDB) – o candidato do partido é Ottomar Pinto.[nota 40]
- Partido Social Democrata Cristão (PSDC) – o candidato do partido é Belsasar Roberto Lopes.
- Partido Socialismo e Liberdade (PSOL) – a candidata do partido é Almira Mary Cordeiro de Araújo.

Santa Catarina
- Partido do Movimento Democrático Brasileiro (PMDB) – o candidato do partido é Luiz Henrique da Silveira.[nota 41]
- Partido Progressista (PP) – o candidato do partido é Esperidião Amin.
- Partido dos Trabalhadores (PT) – o candidato do partido é José Fritsch.
- Partido Socialista Brasileiro (PSB) – o candidato do partido é Antônio Carlos Sontag.
- Partido Socialismo e Liberdade (PSOL) – o candidato do partido é João Fachini.
- Partido Democrático Trabalhista (PDT) – o candidato do partido é Manoel Dias.
- Partido Social Democrata Cristão (PSDC) – o candidato do partido é César Augusto de Alvarenga.
- Partido Trabalhista Cristão (PTC) – o candidato do partido é Elpídio Ribeiro Neves.

São Paulo
- Partido dos Aposentados da Nação (PAN) – o candidato do partido é Sarli Júnior.
- Partido da Causa Operária (PCO) – a candidata do partido é Anai Caproni Pinto.
- Partido Democrático Trabalhista (PDT) – o candidato do partido é Carlos Apolinário.
- Partido da Mobilização Nacional (PMN) – o candidato do partido é Pedro Luiz Viviani.
- Partido do Movimento Democrático Brasileiro (PMDB) – o candidato do partido é Orestes Quércia.
- Partido da Reedificação da Ordem Nacional (PRONA) – o candidato do partido é Ruy Reichmann.
- Partido Socialista Brasileiro (PSB) – o candidato do partido é Mário Guide.
- Partido Social Cristão (PSC) – o candidato do partido é Tarcísio Roberto Foglio.
- Partido da Social Democracia Brasileira (PSDB) – o candidato do partido é José Serra.[nota 42]
- Partido Social Democrata Cristão (PSDC) – o candidato do partido é Antônio da Cunha Lima.
- Partido Socialismo e Liberdade (PSOL) – o candidato do partido é Plínio de Arruda Sampaio.
- Partido dos Trabalhadores (PT) – o candidato do partido é Aloízio Mercadante.
- Partido Trabalhista Cristão (PTC) – o candidato do partido é Éder Xavier.
- Partido Trabalhista Nacional (PTN) – o candidato do partido é Alfredo Martins Corrêia.
- Partido Verde (PV) – o candidato do partido é Cláudio Antonio de Mauro.

Sergipe
- Partido Comunista Brasileiro (PCB) – o candidato do partido é Professor Celestino.
- Partido Democrático Trabalhista (PDT) – o candidato do partido é João Fontes.
- Partido da Frente Liberal (PFL) – o candidato do partido é João Alves Filho.
- Partido Social Democrata Cristão (PSDC) – o candidato do partido é Adelson Alves.
- Partido Socialista dos Trabalhadores Unificado (PSTU) – o candidato do partido é Toeta Chagas.
- Partido dos Trabalhadores (PT) – o candidato do partido é Marcelo Déda.[nota 43]

Tocantins
- Partido Comunista do Brasil (PC do B) – o candidato do partido é Leomar de Melo Quintanilha.
- Partido do Movimento Democrático Brasileiro (PMDB) – o candidato do partido é Marcelo Miranda.[nota 44]
- Partido da Social Democracia Brasileira (PSDB) – o candidato do partido é Siqueira Campos.
- Partido Social Democrata Cristão (PSDC) – o candidato do partido é Célio de Azevedo.
- Partido Socialismo e Liberdade (PSOL) – o candidato do partido é Elísio Lopes Gonçalves.

## Curiosidades
Além das eleições para Presidência da República e escolha de Governadores de oito estados do país, o estado do Acre, ainda votou no referendo para escolher o fuso horário.
O candidato mais idoso do Brasil nas eleições de 2006 foi o aposentado José de Sousa Pinto, nascido em Livramento de Nossa Senhora (Bahia) em 12 de dezembro de 1904. O candidato tentou sem sucesso uma vaga na Câmara dos Deputados. A candidata mais idosa também foi da Bahia: Deodata Pereira Borges, nascida em 1º de agosto de 1905, também tentou sem sucesso uma vaga na Câmara dos Deputados.
Em 2005, O apresentador Silvio Santos foi convidado por seu vice em sua chapa na eleição presidencial no Brasil em 1989, Marcondes Gadelha para ser novamente candidato à Presidência da República em 2006 , porém acabou rejeitando o convite. O apresentador já havia sido candidato nas eleições de 1989, mas teve sua candidatura impugnada após o candidato Fernando Collor de Mello, que era vice líder nas pesquisas e que posteriormente viria ser eleito Presidente da República, e seu partido, o Partido da Reconstrução Nacional terem entrado com uma ação no Tribunal Superior Eleitoral alegando que o partido de Silvio, o Partido Municipalista Brasileiro deveria ter feito convenções regionais em pelo menos nove estados, enquanto o PMB havia feito em apenas quatro.